# Tayoltita
Pour les articles homonymes, voir Tayoltita.
Tayoltita est une localité, chef-lieu de la municipalité de San Dimas et centre minier de l'état mexicain de Durango. Son nom signifie terroir ou lieu des pitayos.